# Bonzac
Bonzac är en kommun i departementet Gironde i regionen Nouvelle-Aquitaine i sydvästra Frankrike. Kommunen ligger i kantonen Guîtres som tillhör arrondissementet Libourne. År 2022 hade Bonzac 802 invånare.

## Befolkningsutveckling
Antalet invånare i kommunen Bonzac
Referens:INSEE